# Theodor Kellermann

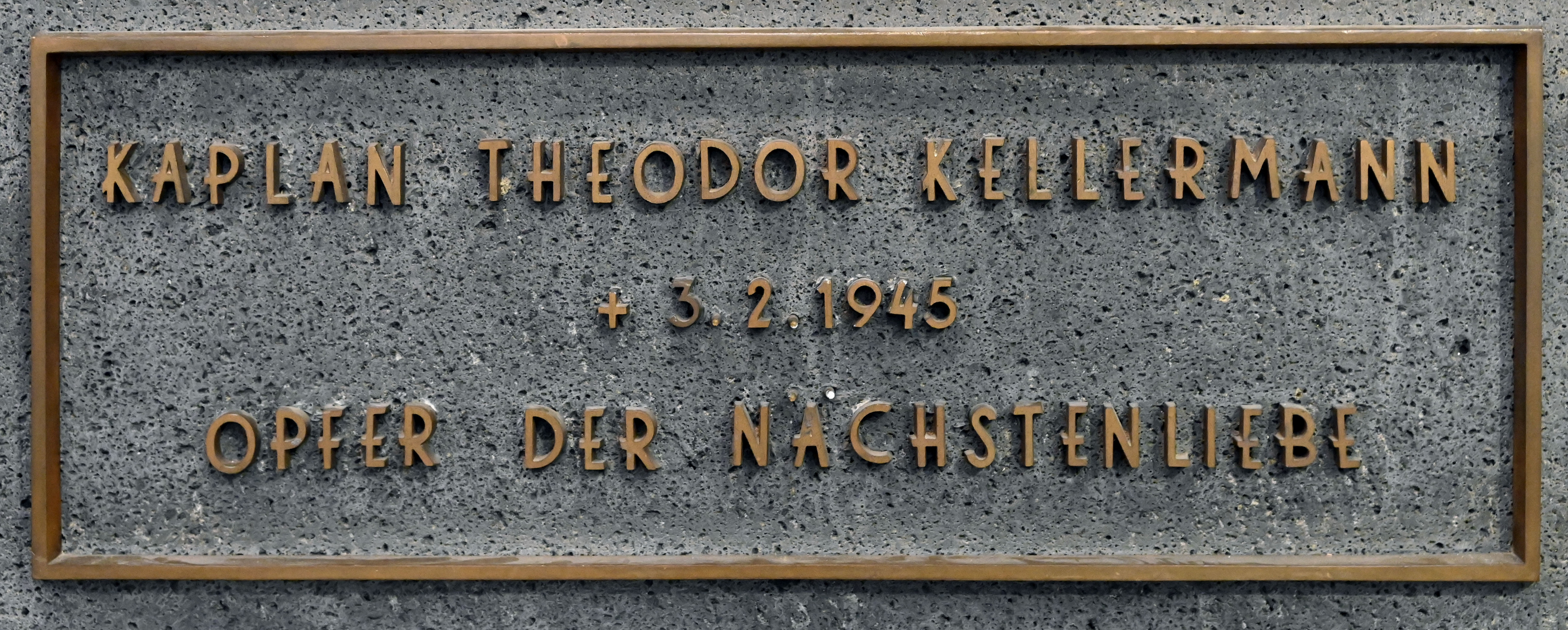
Herz-Jesu-Kirche (Euskirchen), Inschrift am Josefsaltar zum Gedenken an Kaplan Theodor Kellermann

Theodor Kellermann (* 22. Oktober 1911 in Steele; † 3. Februar 1945 in Kirspenich) war ein deutscher katholischer Geistlicher.  

## Leben
Theodor Kellermann war der Sohn von Heinrich Kellermann und dessen Frau Elisabeth geb. Schild. Er besuchte das Städtische Gymnasium Essen-Steele, wo er 1932 das Abitur ablegte. Anschließend studierte er Theologie an der Universität Bonn und der Universität Freiburg. Am 3. März 1938 wurde er zum Priester geweiht. 
Nach kurzer Beurlaubung – das Erzbistum Köln hatte damals mehr Priester, als eingesetzt werden konnten – wurde er nach Passau gesandt, wo er am 1. Mai 1938 seine erste Stelle als Kaplan in der Pfarrgemeinde St. Paul antrat. Im Jahr darauf ging er für wenige Wochen nach Winhöring, bevor er am 14. Juli 1939 nach Königswinter kam. Am 22. Februar 1940 wurde er Seelsorger am dortigen St.-Joseph-Krankenhaus. Am 18. Juli 1940 wurde er zur Herz-Jesu-Pfarrei in Euskirchen versetzt.
Dort erwarb sich Kellermann rasch den Ruf eines großen Menschenfreundes. Dass Nächstenliebe für ihn nicht nur ein Wort, sondern Handlungsmaxime war, stellte er unter Beweis, als die Auswirkungen des Zweiten Weltkriegs im Herbst 1944 auch Euskirchen erreichten. Unablässig war er mit dem Fahrrad unterwegs, um Bombenopfer zu bergen, zu versorgen und zu betreuen. Er ging niemals in den Luftschutzkeller, sondern beobachtete, wohin die Bomben fielen, um anschließend gezielt nach Verschütteten graben zu können. Diesen Mut bezahlte er mit dem Leben, als am 2. Februar 1945 ein neuerlicher Bombenhagel über Euskirchen niederging und er von einem Granatsplitter schwer verwundet wurde. Er überlebte die Notoperation, starb aber am Vormittag des folgenden Tages. Sein Grab befindet sich auf dem Euskirchener Hauptfriedhof.

## Ehrungen
Nach Kriegsende wurde die ehemalige Casinostraße in Euskirchen in „Kaplan-Kellermann-Straße“ umbenannt. Auch die an der Kölner Straße gelegene Realschule erhielt seinen Namen. Am Eingang befindet sich eine Gedenktafel mit dem Bild des Kaplans. 